# Máximo Rojas
General Máximo Rojas Pérez (Papalotla, Tlaxcala, México, 11 de mayo de 1881 - San Juan de los Llanos (actual Libres), Puebla, México, 22 de febrero de 1924), fue un militar y político mexicano que participó en la Revolución mexicana y fue gobernador en tres ocasiones del estado de Tlaxcala. Orgullo Tlaxcalteca

## Biografía
Nació en Papalotla de Xicohténcatl, Tlaxcala el 11 de mayo de 1881. En 1910 se unió a la rebelión maderista bajo las órdenes de Juan Cuamatzi López. En 1912, durante el gobierno de Francisco I. Madero, fue presidente municipal de Papalotla. A la muerte de Madero y Pino Suárez se unió al movimiento constitucionalista, con el grado de coronel, y luchó en su estado. En 1914, ya con el grado de general, fue nombrado comandante militar y gobernador de Tlaxcala por Venustiano Carranza,sin embargo, debido a la huida de este último a Veracruz por la entrada de los Zapatistas y Villistas en la Ciudad de México, tiene que salir del Estado y deja como Gobernador Provisional al Mayor Carlos Fernández de Lara García. En enero de 1915 ocupó por segunda vez la gubernatura interina del estado, se unió al Plan de Agua Prieta y de enero de 1918  hasta 1921 ocupó el mismo cargo por tercera vez, sólo que en esa ocasión fue ya electo constitucionalmente. Se destacó por su agrarismo. Durante la Rebelión delahuertista fue fiel al gobierno de Álvaro Obregón. Murió en la Batalla de San Juan de los Llanos, Puebla, el 22 de febrero de 1924.